# Alle soglie dell'impero
Alle soglie dell'impero (Das Flötenkonzert von Sans-souci) è un film del 1930 diretto da Gustav Ucicky.
Fu il primo film sonoro di una serie di pellicole conosciute sotto il nome di Fridericus-Rex-Filme che, dal 1920 al 1942, la cinematografia tedesca dedicò alla figura di Federico II di Prussia.
Tratta dal romanzo di Johannes Brandt, la sceneggiatura di Walter Reisch ricostruisce i motivi dello scoppio della guerra dei sette anni, conflitto europeo e mondiale che segnò indelebilmente la vicenda umana e politica del re prussiano. Il titolo originale può essere tradotto come Il concerto per flauto di Sans Souci: grande appassionato di flauto, Federico annuncia l'entrata in guerra della Prussia contro Austria, Francia e Russia durante un ricevimento nel suo castello di Potsdam, quando già le sue armate sono in marcia contro il nemico.
Das Flötenkonzert von Sans-souci è, anche, il titolo di un quadro di Adolph Menzel.

## Trama
Nel 1756, a Dresda, durante un ballo in maschera nel palazzo di Heinrich von Brühl, ministro di Sassonia, si tengono colloqui riservati cui partecipano gli ambasciatori di Russia, Francia e Austria. Durante l'incontro, si mette a punto un complotto contro il re Federico II di Prussia, stipulando un trattato segreto. La cosa però non sfugge all'ambasciatore prussiano von Lindeneck che riesce a mettere le mani sopra il documento e a portarlo a Federico. Il re, quando vede le prove del complotto che si sta ordendo contro di lui, organizza un piano per contrastare i nemici.
Nonostante von Lindeneck dubiti della fedeltà della moglie Blanche, è costretto a lasciarla sola in Prussia, inviato di nuovo a Dresda in missione politica. Federico, infatti, lo ha incaricato di invitare gli ambasciatori delle tre potenze coinvolte nella trama a Potsdam dove, al palazzo di Sans-Souci, verrà dato un ballo in loro onore. Durante la festa, Federico - dopo aver avuto un incontro con i suoi generali - si esibisce in un concerto per flauto: poi, pubblicamente, annuncia che i suoi reggimenti sono ormai in marcia contro il nemico. Dando così inizio a quella che sarà ricordata dalla storia come la guerra dei sette anni.

## Produzione
Il film fu prodotto dallUniversum Film (UFA). Venne girato a Döberitz, a Potsdam e nel palazzo di Sans-Souci di Potsdam. Le riprese durarono dal 27 agosto al 6 ottobre 1930.
Herbert Knötel fu consulente per le scene di ambiente militare, mentre la coreografia fu affidata a Jens Keith.

## Distribuzione

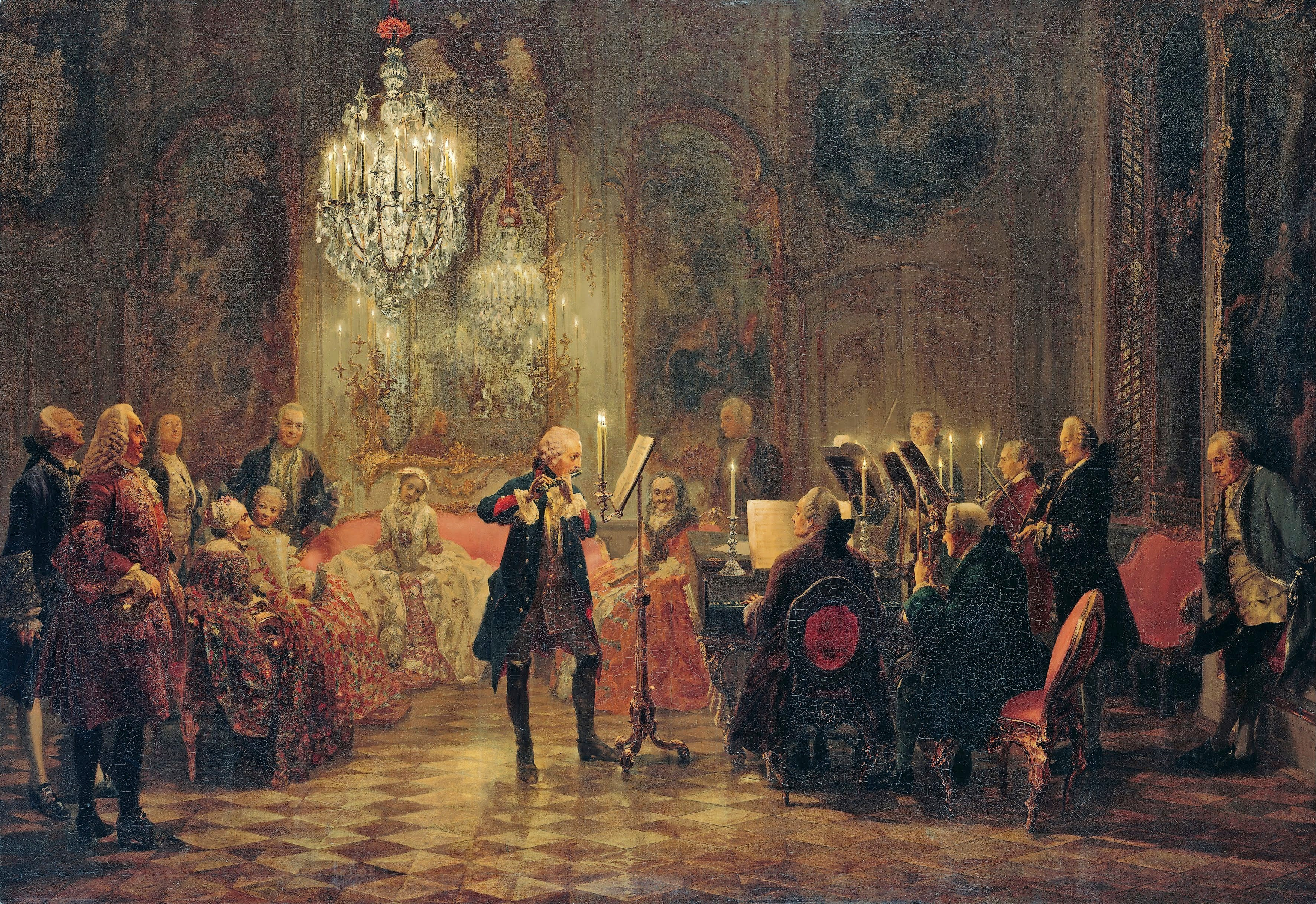
Adolph Menzel: Concerto per flauto di Federico a Sanssouci (1850-1852)

Distribuito dall'Universum Film (UFA), fu presentato in prima a Berlino il 19 dicembre 1930 all'Ufa-Palast am Zoo. Fu la prima volta che il pubblico sentì la voce di Otto Gebühr, l'attore che, al cinema, era diventato una sorta di interprete ufficiale di Federico II. Gebühr, fino a quel momento, era sempre apparso sullo schermo in film muti: gli spettatori restarono così impressionati dalla sua voce che la sala si alzò in piedi per applaudire.
In Italia, il film ottenne il visto di censura 26807 nel settembre del 1931.
Negli Stati Uniti, il film venne distribuito dall'Ufa Film Company e presentato a New York il 16 ottobre 1931 senza sottotitoli con il titolo The Flute Concert of Sans-Souci.